# Schefflera alvarezii
Schefflera alvarezii là một loài thực vật có hoa trong Họ Cuồng cuồng. Loài này được Merr. miêu tả khoa học đầu tiên năm 1919.